# Reial Audiència de València
La Real Audiència de València o Audiència de València va ser una institució col·legiada creada en 1506 pel rei Ferran II el Catòlic per a tot el Regne de València amb funcions judicials i polítiques. Després del virrei de València, que és el seu president nominal, constituirà la màxima autoritat de la Monarquia Hispànica en el regne durant els segles xvi i xvii fins a la seva dissolució pel Decreto de Nova Planta de Felip V de 1707.

## Història
Les funcions de l'Audiència en època medieval eren exercides pels justícies i els portantveus. El naixement de l'Audiència en 1506 per obra de Ferran el Catòlic està estretament lligat a la figura del virrei, ja que tenia la doble funció d'assessorar al govern del regne i d'actuar com a instància judicial suprema, les sentències de la qual només calia apel·lar-les al Consell Suprem d'Aragó o al propi monarca. No obstant això, no tenia jurisdicció sobre la Inquisició, que depenia directament de l'Inquisidor General amb jurisdicció en tots els regnes i Estats de la Monarquia Hispànica. Igual que el virrei la seva seu estava a la ciutat de València.
La institucionalització definitiva de l'Audiència es va produir en 1543 durant el regnat de Carles I i en 1572 Felip II va reforçar la seva autonomia respecte del virrei en establir que aquest no intervindria quan actuava com a tribunal superior de justícia. Uns anys abans, en 1563-1564, es va dividir en dues sales independents, una per a les causes civils i una altra per a les criminals. Finalment en 1585 la sala civil es va desdoblegar en dues.
Als segles xvi i xvii les competències polítiques i jurídiques de la Real Audiència van anar augmentant pel que els seus oïdors o jutges van passar a ser, després del virrei, la màxima autoritat reial. Els oïdors havien de ser juristes naturals del regne, i pertanyien a un patriciat urbà de cavallers i ciutadans, que encara que no tingués antecedents familiars senyorials, per la seva cultura elitista o aristocràtica es trobaven més propers a la cort virregnal que al poble. D'aquesta manera, el govern del regne es va anar centralitzant al voltant del Palau del Real de València, on el virrei i els oïdors garantien l'autoritat règia per les seves relacions personals amb les elits, encara que també van ser freqüents els conflictes dels oïdors amb els estaments i les Corts del Regne de València que els acusaven de violar els Furs de València, sobretot quan detenien a membres de la noblesa sospitosos d'haver comès un delicte.